# Béla Bartók

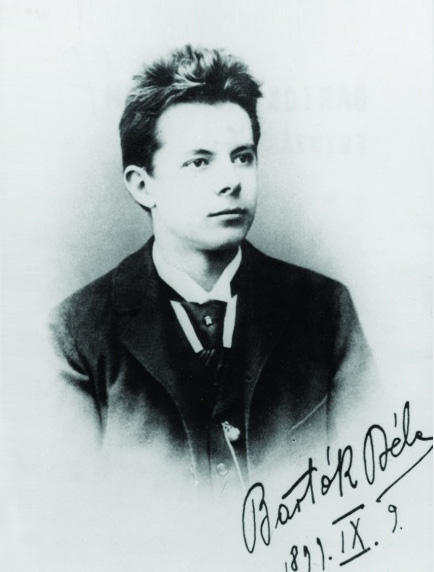
Béla Bartók jako młodzieniec. Zdjęcie z autografem i z datą 9 września 1899 r.

Béla Bartók (ur. 25 marca 1881 w Nagyszentmiklós, zm. 26 września 1945 w Nowym Jorku) – węgierski kompozytor i pianista, uważany za jednego z największych kompozytorów XX wieku. Jako badacz muzyki ludowej i autor analiz z tego zakresu jeden z prekursorów etnografii muzycznej.

## Życiorys
Béla Bartók urodził się 25 marca 1881 w inteligenckiej rodzinie: jego ojciec Béla był autorem artykułów ekonomicznych i dyrektorem szkoły handlowej, a matka, Paulá Voit, nauczycielką. U niej pobierał pierwsze lekcje muzyki. Komponować zaczął, mając 9 lat. Po raz pierwszy publicznie wystąpił w 1892 w Nagyszöllös, dokąd przeniósł się z matką po śmierci ojca. Wykonał wtedy m.in. swój Bieg Dunaju. Dwa lata później rozpoczął regularną naukę muzyki w Bratysławie u Laszlo Erkela (syna Ferenca Erkela). W 1899 został przyjęty do Akademii Muzycznej w Budapeszcie. Na lekcje fortepianu uczęszczał tam do Istvána Thomána, kompozycji do Hansa Koesslera, a orkiestracji do Ferenca Szabó. Już wówczas był autorem wielu utworów, pisanych pod wpływem J. Brahmsa. W 1909 Bartók ożenił się bez rozgłosu ze swoją studentką Mártą Ziegler (córką inspektora policji), której w 1911 zadedykował swoją jedyną operę Zamek Sinobrodego; syn Béla junior urodził się w 1910. W 1923 po rozwodzie ożenił się ponownie ze studentką w klasie fortepianu, Dittą (Edytą) Pásztory (1903–1982); drugi syn Péter urodził się w 1924. Na lekcje muzyki Pétera skomponował sześcioczęściowy zbiór utworów na fortepian o wzrastającym stopniu trudności, który do dziś wykorzystywany jest do nauki gry pod nazwą Mikrokosmos.
Bartók był człowiekiem o liberalnych przekonaniach. Z obawą śledził wprowadzenie narodowego socjalizmu w Niemczech i Austrii. Już w 1937 zabronił wykonywania swoich utworów w rozgłośniach radiowych niemieckich i włoskich. Z jego przekonaniami nie było mu lekko w kraju współpracującym z Niemcami. Wreszcie, po wcześniejszym wysłaniu swoich manuskryptów, w 1940 wyjechał z żoną do Nowego Jorku, dwa lata później dołączył do nich Péter. W USA nie było dużego zainteresowania jego muzyką. Miał kilka wykładów na Columbia University, a utrzymywał się głównie z nauki gry na fortepianie. Jednym z ostatnich jego dzieł był Koncert na orkiestrę napisany dla Siergieja Kusewickiego, dyrektora Bostońskiej Orkiestry Symfonicznej. Prawykonanie koncertu (Boston, 1 grudnia 1944) było olbrzymim sukcesem. Bartók był jednak już poważnie chory na białaczkę. Przed śmiercią ukończył jeszcze III Koncert fortepianowy, będący prezentem urodzinowym dla żony i rozpoczął Koncert altówkowy.

## Odznaczenia
- Kawaler Legii Honorowej (Francja, 1930)[3].

## Recepcja muzyki Bartóka
Za życia Bartóka jego muzyka z niemałym trudem torowała sobie drogę na estrady. Węgierska publiczność przyjęła entuzjastycznie poemat symfoniczny Kossuth i z pobudek patriotycznych tolerowała pewien modernizm utworu. Pięć lat później Bartók był już jednak ostro krytykowany przez recenzentów za, jak to formułowali, „chaos dźwiękowy” i „kakofoniczne grymasy”, a publiczność straciła dlań zainteresowanie. Chcąc zmienić ten stan, w 1911 Bartók, wspierany przez przyjaciela Zoltána Kodálya, założył towarzystwo mające propagować nową muzykę; po roku upadło z braku słuchaczy na koncertach.
Taka stagnacja trwała wiele lat. Bartók porzucił komponowanie, ograniczył się do zbierania folkloru i nauczania gry na fortepianie. Dopiero wystawienie baletu Drewniany książę w 1917 ponownie zwróciło na niego uwagę. Opera w Budapeszcie, a wkrótce we Frankfurcie nad Menem włączyły do repertuaru Zamek księcia Sinobrodego. Z uznaniem przyjęto w Wiedniu jego Bagatele na fortepian, a najpoważniejsza oficyna muzyczna w Europie środkowej Universal Edition zaproponowała kompozytorowi podpisanie kontraktu. Suita taneczna którą przyjęto jako przykład muzyki nowoczesnej i komunikatywnej zarazem, trafiła do repertuaru wielu orkiestr, chociaż nie ma nic wspólnego z tradycyjnymi suitami złożonymi ze stylizowanych tańców ludowych, a jedynym usprawiedliwieniem jej tytułu może być wyrazista rytmika. Przez kilkanaście lat Bartók odnosił sukcesy, głównie jako pianista wykonujący swoje utwory. Decyzja o wyjeździe do Ameryki położyła kres temu powodzeniu. W USA Bartók znalazł na pewien czas zatrudnienie jako etnograf. Zainteresowanie jego muzyką obudziło się dopiero wtedy, gdy był już bardzo chory.

## Kompozycje

### instrumentalne
| orkiestrowe                                         |           |                                                                                | |
| Symfonia Es-dur                                     | 1902–1903 | Scherzo: Budapeszt 29 II 1904, dyryg. I. Kerner                                | |
| Kossuth                                             | 1903      | Budapeszt 13 I 1904, dyryg. I. Kerner                                          | Károly Rozsnyai, Budapeszt; B. Shott’s Söhne, Moguncja                                                     |
| Burleska                                            | 1904      |                                                                                | Rózsavolgyi és Társa, Budapeszt                                                                            |
| I Suita                                             | 1905      | Wiedeń, 19 XI 1905, dyryg. F. Löwe                                             | Editio Musica, Budapeszt                                                                                   |
| II Suita                                            | 1907      | Berlin, 2 I 1909, dyryg. autor                                                 | Universal Edition, Wiedeń; Boosey & Hawkes, Londyn                                                         |
| portrety:Idealny Groteskowy                         | 1908      | Budapeszt 1909, dyryg. L. Kun                                                  | Károly Rozsnyai, Budapeszt; Editio Musica, Budapeszt                                                       |
| Taniec rumuński                                     | 1910      |                                                                                | Editio Musica, Budapeszt                                                                                   |
| obrazy:Okres kwitnienia Taniec wiejski              | 1910      | Budapeszt 25 II 1913, dyryg. I. Kerner                                         | Editio Musica, Budapeszt; Editio Musica, Budapeszt                                                         |
| Nègy Zenekari darab                                 | 1912      |                                                                                | |
| Rumuńskie tańce ludowe – 7 tańców na małą orkiestrę | 1917      | Budapeszt, 11 II 1918, dyryg. E. Lichtenberg                                   | Universal Edition, Wiedeń                                                                                  |
| Suita Taneczna                                      | 1923      | Budapeszt, 19 XI 1923, dyryg. E. Dohnányi                                      | Winer Philharmoniker Verlag                                                                                |
| Obrazki węgierskie                                  | 1931      | Budapeszt, 26 XI 1934, dyryg. H. Laber                                         | Károly Rozsnyai, Budapeszt; Editio Musica, Budapeszt; Rózsavolgyi és Társa, Budapeszt                      |
| Tańce z Siedmiogrodu                                | 1931      |                                                                                | Editio Musica, Budapeszt; Rózsavolgyi és Társa, Budapeszt                                                  |
| Węgierskie pieśni chłopskie                         | 1933      |                                                                                | Universal Edition, Wiedeń                                                                                  |
| Muzyka na instrumenty strunowe, perkusję i czelestę | 1936      | Bazylea, 21 I 1937, dyryg. Paul Sacher                                         | Universal Edition, Wiedeń; Winer Philharmoniker Verlag; Muzykalnoje Gosudarstwiennoje Izdatielstwo, Moskwa |
| Divertimento na orkiestrę smyczkową                 | 1939      | Bazylea, 11 VI 1940, dyryg. P. Sacher                                          | Boosey & Hawkes, Londyn                                                                                    |
| Koncert na orkiestrę                                | 1943      | Boston, 1 XII 1944, dyryg. S. Kusewicki                                        | Boosey & Hawkes, Londyn                                                                                    |
| Na instrumenty solo i orkiestrę                     |           |                                                                                | |
| Rapsodia na fort. i ork.                            | 1904      | Paryż, VIII 1905, fort. autor, dyryg. C. Chevillard                            | Rózsavolgyi és Társa, Budapeszt; Editio Musica, Budapeszt; Universal Musica, Wiedeń                        |
| Scherzo na ork. i fort.                             | 1904      | Budapeszt, IX 1961, fort. E. Tusa, dyryg. G. Lehel                             | B. Shott’s Söhne, Moguncja                                                                                 |
| I Koncert Skrzypcowy                                | 1907–1908 | Bazylea, 30 V 1958,skrz. H. Schneeberger, dyryg. P. Sacher                     | Boosey & Hawkes, Londyn                                                                                    |
| I Koncert Fortepianowy                              | 1926      | Frankfurt nad Menem, 1 VII 1927, fort. autor, dyryg. W. Furtwängler            | Universal Edition, Wiedeń                                                                                  |
| I Rapsodia na skrzypce i ork.                       | 1928      |                                                                                | Universal Edition, Wiedeń; Boosey & Hawkes, Londyn                                                         |
| II Rapsodia na skrzypce i ork.                      | 1928      | Amsterdam, I 1932, skrz. Z. Székely, dyryg. P. Monteux                         | Universal Edition, Wiedeń; Boosey & Hawkes, Londyn                                                         |
| II Koncert fortepianowy                             | 1930-1931 | Frankfurt nad Menem, 23 I 1933, fort. autor, dyryg. H. Rosbaud                 | Universal Edition, Wiedeń                                                                                  |
| II Koncert skrzypcowy                               | 1937–1938 | Amsterdam, 23 III 1939, skrz. Z. Székely, dyryg. W. Mengelberg.                | Boosey & Hawkes, Londyn                                                                                    |
| Koncert na dwa fort. i ork.                         | 1940      | Nowy Jork, 21 I 1943, fort. autor i D. Pásztory, dyryg. F. Reiner              | |
| III Koncert fortepianowy                            | 1945      | Filadelfia, 8 II 1946, fort. G. Sándor, dyryg. E. Ormándy                      | Boosey & Hawkes, Londyn                                                                                    |
| Koncert altówkowy (niedok.)                         | 1945      | Minneapolis, 2 II 1949, altówka W. Primrose, dyryg. A. Doráti                  | Boosey & Hawkes, Londyn                                                                                    |
| kameralne                                           |           |                                                                                | |
| Sonata na skrzypce i fort.                          | 1903      | Budapeszt, 25 I 1904, skrz. J. Hubay, fort. autor                              | B. Shott’s Söhne, Moguncja                                                                                 |
| Kwintet fortepianowy                                | 1904      | Wiedeń 21 XI 1904, fort. autor, Prill-Qartett                                  | |
| I Kwartet smyczkowy op. 7                           | 1908      | Budapeszt 19 III 1910, kwartet Waldbauera i Kerpelya                           | Editio Musica, Budapeszt; Rózsavolgyi és Társa, Budapeszt                                                  |
| II Kwartet smyczkowy op. 17                         | 1915-1917 | Budapeszt, 3 III 1918, kwartet Waldbauera i Kerpelya                           | Universal Edition, Wiedeń; Winer Philharmoniker Verlag                                                     |
| I Sonata na skrzypce i fort.                        | 1921      | Londyn, 22 III 1922, skrz. J. d’Arányi, fort. autor                            | Universal Edition, Wiedeń                                                                                  |
| II Sonata na skrzypce i fort.                       | 1922      | Londyn, V 1923, skrz. J. d’Arányi, fort. autor                                 | Universal Edition, Wiedeń                                                                                  |
| III Kwartet smyczkowy                               | 1927      | Budapeszt, 6 III 1929, kwartet Waldbauera i Kerpelya                           | Universal Edition, Wiedeń; Winer Philharmoniker Verlag                                                     |
| I Raspodia na skrzypce i fort.                      | 1928      | Budapeszt, 22 XI 1929, skrz. J. Szigeti, fort. autor                           | Universal Edition, Wiedeń; Boosey & Hawkes, Londyn                                                         |
| II Raspodia na skrzypce i fort.                     | 1928      | Amsterdam, 19 XI 1928, skrz. Z. Székely, fort. G. Frid                         | Universal Edition, Wiedeń; Boosey & Hawkes, Londyn                                                         |
| IV Kwartet smyczkowy                                | 1928      | Budapeszt, 20 II 1929, kwartet Waldbauera i Kerpelya                           | Universal Edition, Wiedeń; Boosey & Hawkes, Londyn; B. Shott’s Söhne, Moguncja                             |
| 44 duety na 2 skrzypiec                             | 1931      | 8 duetów: Budapeszt, 20 III 1932, I. Waldbauer, G. Hanower                     | Universal Edition, Wiedeń                                                                                  |
| V Kwartet smyczkowy                                 | 1934      | Waszyngton, 8 IV 1935, Kolisch-Quartett                                        | Universal Edition, Wiedeń; Winer Philharmoniker Verlag                                                     |
| Sonata na 2 fort. i perkusję                        | 1937      | Bazylea, 16 I 1938, fort. autor i D. Pásztory, perk. F. Schiesser i P. Rűchlig | Boosey & Hawkes, Londyn                                                                                    |
| Kontrasty na skrz., kl. i fort.                     | 1938      | Nowy Jork, 9 I 1939, fort. autor, kl. B. Goodman, skrz. J. Szigeti             | Boosey & Hawkes, Londyn                                                                                    |
| VI Kwartet smyczkowy                                | 1939      | Nowy Jork, 20 I 1944, Kolisch-Quartett                                         | Boosey & Hawkes, Londyn                                                                                    |
| 7 utworów z „Mikrokosmosu” na 2 fort.               | 1939      |                                                                                | Boosey & Hawkes, Londyn                                                                                    |
| Suita na 2 fortepiany                               | 1941      |                                                                                | Boosey & Hawkes, Londyn                                                                                    |
| Sonata na skrzypce solo                             | 1944      | Nowy Jork, 26 XI 1944, Y. Menuhin                                              | Boosey & Hawkes, Londyn                                                                                    |
| na fortepian                                        |           |                                                                                | |
| Bieg Dunaju                                         | 1890      | Nagyszöllös, 1 V 1892, autor                                                   | |
| Andante con variazioni                              | 1894      |                                                                                | |
| 3 utwory                                            | 1897      |                                                                                | |
| Scherzo                                             | 1897      |                                                                                | |
| Marcia funebre                                      | 1903      | Nagyszöllös, 13 IV 1903, autor                                                 | Edito Musica, Budapeszt                                                                                    |
| Etiuda na lewą rękę                                 | 1903      | Nagyszöllös, 13 IV 1903, autor                                                 | Edito Musica, Budapeszt                                                                                    |
| Fantazja I                                          | 1903      | Nagyszöllös, 13 IV 1903, autor                                                 | Edito Musica, Budapeszt                                                                                    |
| Scherzo                                             | 1903      | Nagyszöllös, 13 IV 1903, autor                                                 | Edito Musica, Budapeszt                                                                                    |
| Raspodia op. 1                                      | 1904      | Bratysława, 4 XI 1906, autor                                                   | Universal Edition, Wiedeń; Edito Musica, Budapeszt; Károly Rozsnyai, Budapeszt                             |
| Małe utwory                                         | 1904–1905 |                                                                                | |
| 3 pieśni ludowe z komitatu Csik                     | 1907      |                                                                                | Károly Rozsnyai, Budapeszt; Edito Musica, Budapeszt                                                        |
| 10 łatwych utworów                                  | 1908      |                                                                                | Károly Rozsnyai, Budapeszt; Edito Musica, Budapeszt; B. Shott’s Söhne, Moguncja                            |
| 14 bagatel op. 6                                    | 1908      | Berlin, 14 VII 1908, uczniowie F. Busoniego                                    | Károly Rozsnyai, Budapeszt; Edito Musica, Budapeszt; Universal Editon, Wiedeń                              |
| 2 elegie op. 8b                                     | 1908-1909 | Budapeszt, 21 IV 1919, autor                                                   | Károly Rozsnyai, Budapeszt; Edito Musica, Budapeszt; Universal Editon, Wiedeń                              |
| Dla dzieci                                          | 1908-1909 | Edito Musica, Budapeszt                                                        | Károly Rozsnyai, Budapeszt                                                                                 |
| 2 tańce rumuńskie                                   | 1910      | Paryż, 12 III 1910, autor                                                      | Edito Musica, Budapeszt                                                                                    |
| Szkice op. 9b                                       | 1908–1910 |                                                                                | Károly Rozsnyai, Budapeszt; Edito Musica, Budapeszt; Universal Editon, Wiedeń                              |
| 4 śpiewy żałobne op. 9a                             | 1910      | Budapeszt, 17 X 1917, E. Dohnànyi                                              | Károly Rozsnyai, Budapeszt; Edito Musica, Budapeszt; Universal Editon, Wiedeń                              |
| Okres Kwitnienia                                    | 1910      |                                                                                | Károly Rozsnyai, Budapeszt; Edito Musica, Budapeszt; Universal Editon, Wiedeń                              |
| Taniec wiejski                                      | 1910      |                                                                                | Károly Rozsnyai, Budapeszt; Edito Musica, Budapeszt; Universal Editon, Wiedeń                              |
| 3 burleski op. 8c                                   | 1911      | Budapeszt, 17 X 1917, E. Dohnànyi                                              | RvT, Budapeszt; Edito Musica, Budapeszt; Universal Editon, Wiedeń                                          |
| Allegro barbaro                                     | 1911      | Budapeszt, 27 II 1921, autor                                                   | Universal Editon, Wiedeń                                                                                   |
| Początki gry na fortepianie (utwory pedagogiczne)   | 1913      |                                                                                | Edito Musica, Budapeszt                                                                                    |
| Taniec wschodni                                     | ?         |                                                                                | |
| Sonatina                                            | 1915      |                                                                                | Rózsavolgyi és Társa, Budapeszt; Universal Editon, Wiedeń; Edito Musica, Budapeszt                         |
| Rumuńskie tańce ludowe                              | 1915      |                                                                                | Universal Editon, Wiedeń                                                                                   |
| Kolędy Rumuńskie                                    | 1915      |                                                                                | Universal Editon, Wiedeń; Boosey & Hawkes, Londyn                                                          |
| Suita op. 14                                        | 1916      | Budapeszt, 21 IV 1919, autor                                                   | Universal Editon, Wiedeń; Új Zenei Szemale, Budapeszt                                                      |
| Zlatujący paw                                       | 1914–1917 |                                                                                | Új Zenei Szemale, Budapeszt                                                                                |
| 3 węgierskie pieśni ludowe                          | 1914–1917 |                                                                                | Boosey & Hawkes, Londyn                                                                                    |
| 15 węgierskich pieśni chłopskich                    | 1914–1918 |                                                                                | Universal Edition, Wiedeń                                                                                  |
| 3 etiudy                                            | 1918      | Budapeszt, 21 IV 1919, autor                                                   | Boosey & Hawkes, Londyn; Universal Edition, Wiedeń                                                         |
| Improwizacje nt. węgierskich pieśni chłopskich      | 1920      | Budapeszt, 27 I 1921, autor                                                    | Universal Edition, Wiedeń                                                                                  |
| Suita taneczna                                      | 1923      |                                                                                | Universal Edition, Wiedeń                                                                                  |
| Sonata                                              | 1926      | Budapeszt, 8 XII 1926, autor                                                   | Universal Edition, Wiedeń                                                                                  |
| Pod gołym niebem                                    | 1926      | Budapeszt, 8 XII 1926, autor                                                   | Universal Edition, Wiedeń                                                                                  |
| 9 małych utworów                                    | 1926      | Budapeszt, 8 XII 1926, autor                                                   | Universal Edition, Wiedeń                                                                                  |
| 3 ronda nt. melodii ludowych                        | 1916-1927 |                                                                                | Universal Edition, Wiedeń                                                                                  |
| Mała suita                                          | 1936      |                                                                                | Universal Edition, Wiedeń                                                                                  |
| Mikrokosmos                                         | 1926–1939 | fragmenty: Budapeszt, 7 V 1937, autor                                          | Universal Edition, Wiedeń                                                                                  |
| Kadencja do koncertu Es-dur W.A. Mozarta            | 1939(?)   |                                                                                | |

### wokalne i wokalno-instrumentalne
| pieśni na głos                   |                                                |           | |                                                                                   |
| Cantata profana                  | ludowa ballada rumuńska tłumaczenie B. Bartóka | 1930      | Londyn, 25 V 1934, orkiestra, chór i soliści BBC, dyryg. A. Busset                                  |                                                                                   |
| pieśni na głos i fortepian       |                                                |           | |                                                                                   |
| 3 pieśni                         | H. Heine, K. Siebel                            | 1898      | |                                                                                   |
| Liebeslieder                     | F. Rűckert, N. Lenau, W. Goethe                | 1900      | | F. Bard & Tesvére, Budapeszt: Edito Musica, Budapeszt                             |
| 4 pieśni                         | L. Pósa                                        | 1902      | | F. Bard & Testvére                                                                |
| Wieczór                          | K. Harsànyi                                    | 1903      | | Edito Musica, Budapeszt                                                           |
| 3 ludowe pieśni pracy            | ludowe                                         | 1904      | |                                                                                   |
| Szeklerska pieśń ludowa          | ludowe                                         | 1905      | |                                                                                   |
| Dla małego Słowaka               | ludowe                                         | 1905      | |                                                                                   |
| Węgierskie pieśni ludowe 1.      | ludowe                                         | 1906      | | Edito Musica, Budapeszt, B. Schott’s Söhne, Moguncja                              |
| Węgierskie pieśni ludowe 2.      | ludowe                                         | 1938      | | Kàroly Rozsyai, Budapesz; Rózsavolgyi és Tàrsa, Budapeszt; Edito Musica, Budaeszt |
| 9 rumuńskich pieśni ludowych     | ludowe                                         | 1915      | |                                                                                   |
| 5 pieśni op. 15                  | K. Gombossy, Béla Balázs                       | 1916      | | Universal edition, Wiedeń                                                         |
| 5 pieśni op. 16                  | E. Ady                                         | 1916      | Budapeszt, 21 IV 1919, I. Durigó i B. Bartók                                                        |                                                                                   |
| 8 węgierskich pieśni ludowych    | ludowe                                         | 1907-1917 | | Universal Edition, Wiedeń; Boosey & Hawkes, Londyn                                |
| 4 słowackie pieśni ludowe        | ludowe                                         | 1917      | |                                                                                   |
| Na wsi                           | ludowe                                         | 1924      | Budapeszt, 8 XII 1926, M. Basilides i B. Bartók                                                     | Universal Edition, Wiedeń                                                         |
| 20 węgierskich pieśni ludowych   | ludowe                                         | 1929      | Budapeszt, 30 I 1930, M. Basilides i B. Bartók                                                      | Universal Edition, Wiedeń                                                         |
| Smutek męża                      | ludowe                                         | 1945      | |                                                                                   |
| pieśni na chór                   |                                                |           | |                                                                                   |
| Wieczór na chór męski            | K. Harsányi                                    | 1903      | | Edito Musica, Budapeszt                                                           |
| 4 dawne węgierskie pieśni ludowe | ludowe                                         | 1912      | | Universal Edition, Wiedeń; Edito Musica, Budapeszt                                |
| 2 rumuńskie pieśni ludowe        | ludowe                                         | 1915      | |                                                                                   |
| Słowackie pieśni ludowe          | ludowe                                         | 1917      | | Universal Edition, Wiedeń; Boosey & Hawkes, Londyn                                |
| Na wsi op. nr 3, 4, 6            | ludowe                                         | 1926      | Budapeszt, 1927, M. Basilides, G. Havas, T.L. Adám, M. Falus, dyryg. V. Komor                       | Universal Edition, Wiedeń                                                         |
| Węgierskie pieśni ludowe         | ludowe                                         | 1930      | | Universal Edition, Wiedeń; Boosey & Hawkes, Londyn                                |
| Pieśni szeklerskie               | ludowe                                         | 1932      | | Magyar Korus, Budapeszt; Edito Musica, Budapeszt                                  |
| 27 utworów                       | ludowe                                         | 1935      | Budapeszt, 7 V 1938, L. Preisinger-Prényi, F. Barth, B. Rajeczky, A. Strojanovics, dyryg. P. Radnai |                                                                                   |
| Z dawnych czasów                 | ludowe                                         | 1935      | Budapeszt, 7 V 1937, chór kam., dyryg. B. Endre                                                     | Magyar Korus, Budapeszt; Edito Musica, Budapeszt                                  |

### sceniczne
| tytuł             | libretto         | rok powstania | prapremiera                               | wydania                                                         |
| ----------------- | ---------------- | ------------- | ----------------------------------------- | --------------------------------------------------------------- |
| Zamek Sinobrodego | Béla Balázs      | 1911          | Budapeszt, 24 V 1918, dyrygent – E. Tango | Universal Edition, Wiedeń                                       |
| Drewniany książę  | Béla Balázs      | 1914-1916     | Budapeszt, 12 V 1917, dyrygent – E. Tango | Universal Edition, Wiedeń                                       |
| Cudowny Mandaryn  | Melchior Lengyel | 1918–1919     | Kolonia, 27 XI 1926, dyrygent J. Szenkár  | Uniwersal Edition, Wiedeń; Wiener Philharmoniker Verlag, Wiedeń |

## Upamiętnienie
Béla Bartók jest patronem jednej z łódzkich ulic w dzielnicy Widzew i w Warszawie na Ursynowie.
Na jego cześć nazwano lodowiec na Wyspie Aleksandra.